# Teppichboden

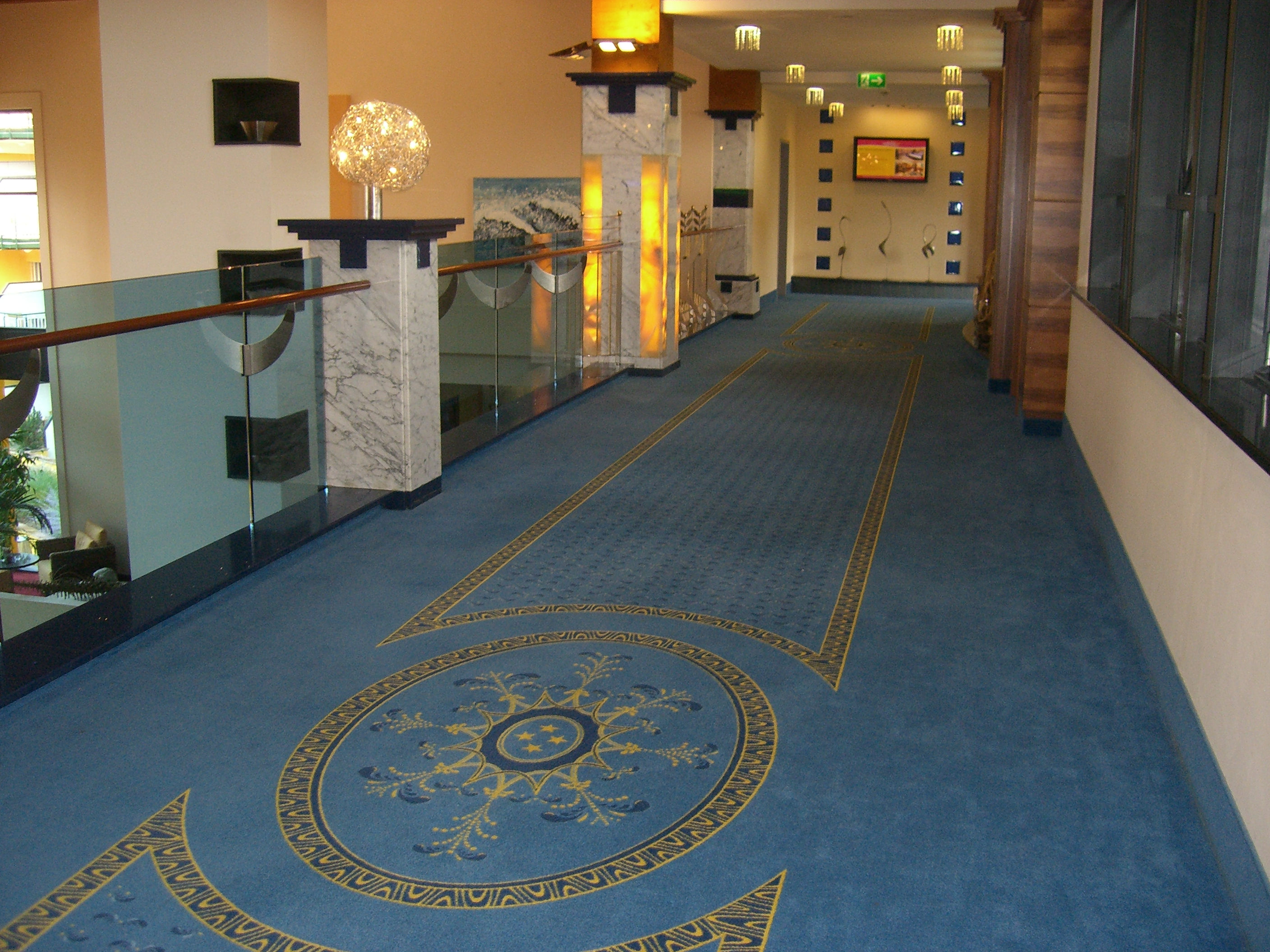
Teppichboden

Als Teppichboden (auch Auslegeware) bezeichnet man einen textilen Bodenbelag. Als Teppichboden wird jeder textile Bodenbelag bezeichnet, der vollflächig in einem Raum verlegt werden kann. Teppichböden unterscheiden sich in ihrem Material, ihrer Struktur und der Beschaffenheit der Rückseite.

## Geschichte
Die Geschichte des Teppichbodens entwickelte sich aus der Geschichte des Teppichs heraus, welche bis ins Jahr 550 v. Chr. zurückgeht. Der Teppichboden als ganzflächiger textiler Bodenbelag entstand erst in den 1950er Jahren als „Teppich von Wand zu Wand“.
Die Einführung von synthetischen Fasern bei der Teppichproduktion nach Ende des Zweiten Weltkrieges führte zur Entwicklungsarbeit von Teppichböden aus Kunstfasern wie Polyamid und Nylon. Die heute verbreiteten Teppichböden aus Nylonfasern wurden erstmals im Jahre 1952 von der Firma Longlife in Nettetal/Deutschland produziert, einer früheren Samtweberei. Zu den bekannten Teppichböden aus Polyamid zählt der 1959 von der Firma ANKER-Teppichboden in Düren / Deutschland eingeführte Perlon Rips.

## Aufbau

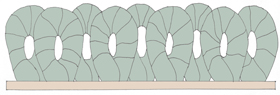
Schlingen-Teppich
(engl.: Loop-Pile-Teppich)

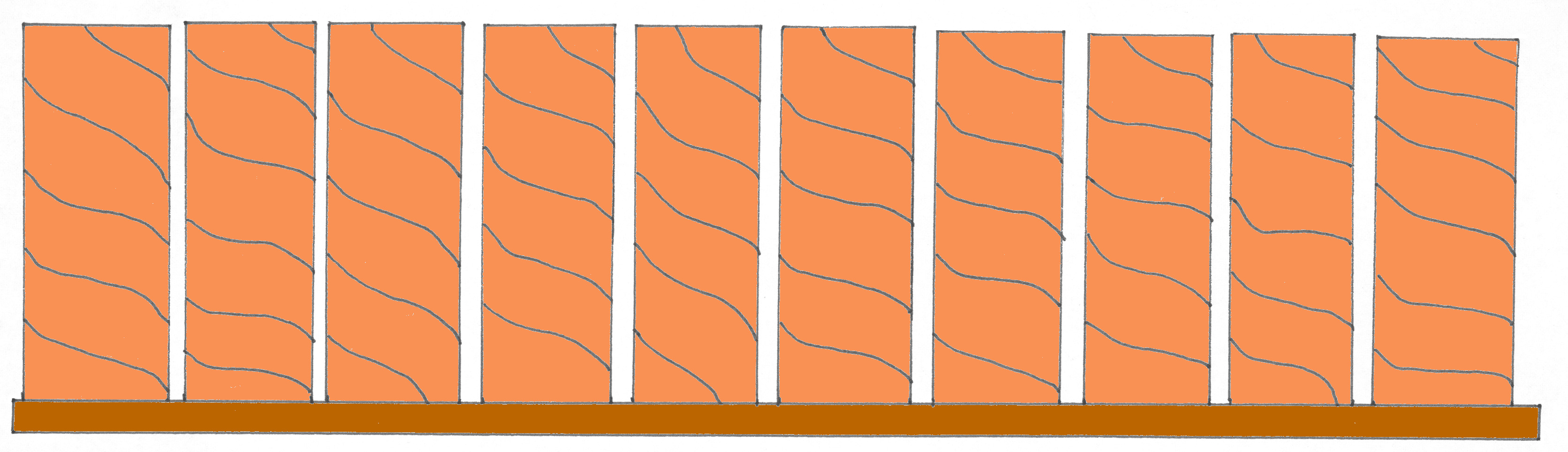
Velours-Teppich
(engl.: Cut-Pile-Teppich)

Ein Teppichboden besteht aus der Trägerschicht, der Mittelschicht und der Nutzschicht.
Die obere Schicht, die Nutzschicht, auch „Pol“ genannt, besteht aus Fasern oder Garn. Die Fasern können synthetisch, natürlich oder eine Mischung sein. Man unterscheidet Schlingen-Teppich und Velours-Teppich, bei dem die Schlingen aufgeschnitten sind.
Dann folgt bei manchen Teppichböden eine Mittelschicht mit Klebmasse, welche die Fasern mit dem Trägergewebe verbindet.
Die untere Schicht (Trägerschicht) ist der Teppichbodenrücken, der ebenfalls aus natürlichen oder synthetischen Materialien bestehen kann. Der Teppichbodenrücken gibt dem Teppich die Form und dient zusätzlich oft als Wärmedämmung und als Trittschalldämmung.

### Material
Teppichböden gibt es aus natürlich-pflanzlichen Fasermaterialien wie Baumwolle, Jute, Flachs, Kokos, Hanf und Sisal, oder aus natürlich-tierischen Materialien wie Wolle, Haar und Seide. Chemisch-cellulosische Fasermaterialien für Teppichböden sind Viskose und Zellwolle, oder aus synthetische Kunstfasern wie Polyamid und Polyester. Polyacryl und Polypropylen werden für Teppiche in unteren Preissegment verwendet.

### Eigenschaften
Wichtige Merkmale zur Beurteilung der Qualität eines Teppichbodens sind:
- Gewicht und Polgewicht
- Material
- Noppenanzahl (bei getufteten Teppichböden)
- Nutzschichtdicke
- geeignet für Fußbodenheizung
- schwer entflammbar
- schmutzabweisend
- trittschalldämmend
- antistatisch

Diese Eigenschaften sind als Anforderung in verschiedenen Siegeln sowie der Norm EN 1307 enthalten. Teppichböden, die genormt sind oder mit einem Siegel ausgezeichnet sind (z. B. GUT-Siegel), haben eine geprüfte Qualität.

### Umweltverhalten
In einer 2018 veröffentlichten Studie wurden 59 besorgniserregende Chemikalien identifiziert, die in Teppichböden auf dem EU-Markt enthalten sein können. Die Liste enthält Phthalate, perfluorierte Verbindungen (PFAS), Flammschutzmittel und toxische Schwermetalle. Diese Verbindungen können die Gesundheit von Verbrauchern beeinträchtigen und verhindern ein Recycling von Teppichböden. Deshalb fordert die DUH ein Verbot gesundheitsgefährdender Chemikalien in Teppichböden und die Einführung des Prinzips der Produktverantwortung für Hersteller. Jährlich fallen allein in Deutschland rund 400.000 Tonnen Teppichböden zur Entsorgung an. Für mindestens 37 besorgniserregende Chemikalien, die in Teppichböden in der EU enthalten sein können, gibt es keine Beschränkungen oder Verbote. In einer erneuten Untersuchung konnten in zwölf von fünfzehn Teppichböden (die gesuchten) Schadstoffe nachgewiesen werden.

## Herstellung
Generell wird bei Teppichböden zwischen Flachteppichböden und Florteppichböden unterschieden.
Die meisten Teppichböden werden im Tufting-Verfahren hergestellt. Dabei wird das Nähgarn mit nebeneinander angeordneten Nadeln über die gesamte Breite in das Trägermaterial eingearbeitet. Weitere Verfahren sind Weben, Kleben und Wirken. Gewebte Teppichböden sind besonders hochwertig und strapazierfähig, aber auch teuer.

## Verlegen

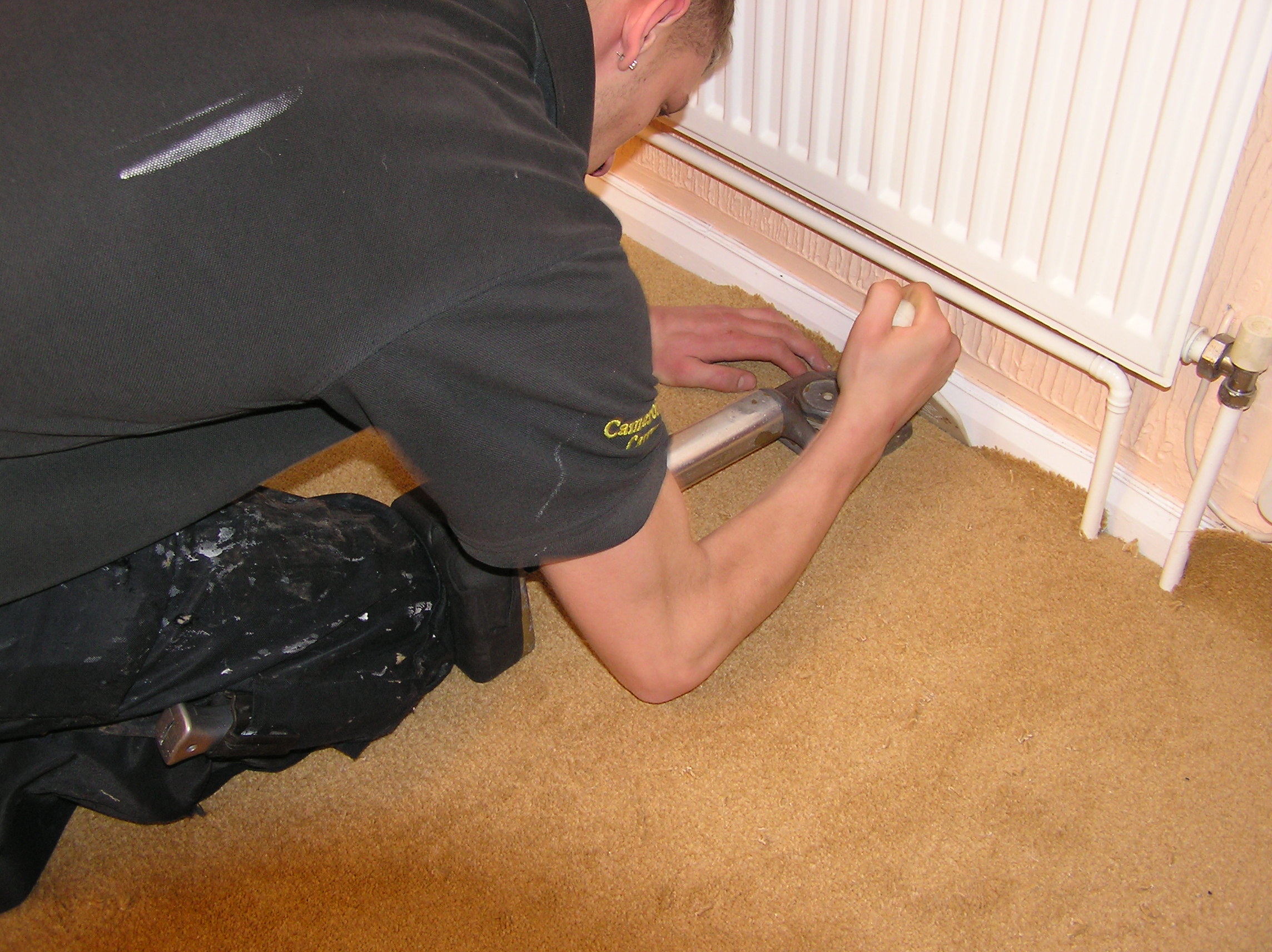
Verlegen von Teppichboden

Teppichboden kann lose verlegt, verklebt, verklettet oder verspannt werden.
Auslegeware wird an den Wänden meist begrenzt durch eine zwei bis drei Zentimeter breite Sockelleiste. Diese besteht häufig aus Kunststoff, in die ein Streifen des Materials eingeklebt wird, oder nur aus der Ware, die an der oben liegenden Sichtkante umkettelt ist.
In Deutschland ist Teppichboden der nach Quadratmetern am meisten eingesetzte Bodenbelag. Er ist trittsicher und schallabsorbierend und kann eine behagliche Raumatmosphäre schaffen. Bleichmittelbeständige Spezialteppichböden (z. B. aus pigmentgefärbten Fasern) können in Verbindung mit einer flüssigkeitundurchlässigen Rückenbeschichtung auch in Bereichen mit hohen Hygiene-Anforderungen – z. B. Krankenhäusern – eingesetzt werden, die richtige Reinigung und Desinfektion vorausgesetzt.

### Spannteppiche
Eine besondere Art von Teppichboden gab es in der DDR, die Verlegung von Spannteppichen. Die auf Nagelleisten, die an den Wänden des Raums mit ca. 1,5 cm Abstand aufgeklebt werden, verspannt und die überstehende Kante hinter die Leisten gedrückt wird. Diese Leisten werden übrigens in ca. 15 cm langen Stücken aufgeklebt, um eine möglichst hohe Festigkeit zu erreichen. Als Höhenausgleich zu den Leisten wird ein Unterlagsfilz verwendet. Die gewebten kurzflorigen Teppichböden hatten eine Breite von maximal 2,00 m und wurden nicht nahtlos verlegt. Daher wurden die Nähte beim Verlegen mit einem Heißkleber auf der Rückseite des Teppichbodens verklebt. Dadurch war es möglich, dass auch größere Räume verspannt werden konnten. Der Teppichboden wurde mittels Hebelspannern, die man durch Verlängerungsrohre beliebig verlängern konnte, an deren Enden Nagelplatten befestigt sind zuerst diagonal im Raum verspannt und an den Nagelleisten eingehängt.

## Sonderform: Messeteppichboden
Eine besondere Form von Teppichboden ist der Messeteppichboden (kurz: Messeteppich). Ein Messeteppichboden wird im Gegensatz zu herkömmlichem Teppichboden meist nur für eine begrenzte Zeit verlegt und danach entsorgt. Messeteppiche werden weniger im privaten Bereich verlegt, sondern v. a. als Bodenbelag auf Messen und Veranstaltungen.

### Material
Messeteppichboden wird wegen der hohen Beanspruchung vor allem aus synthetischen Fasern wie Polyamid, Polyacryl und Polyester gefertigt. Zu den Eigenschaften von normalem Teppichboden kommen bei Messeteppichboden noch folgende hinzu:
- UV-beständig
- schwer entflammbar nach DIN 4102
- rutschsicher
- schallabsorbierend

Vor allem das Brandverhalten des Messeteppichs ist bei der Verwendung auf öffentlichen Veranstaltungen entscheidend: Um die brandschutzrechtlichen Vorschriften zu erfüllen, muss der Messeteppich schwer entflammbar sein.

### Ausführungen
Messeteppich gibt es mit verschiedenen Oberflächenstrukturen, die sich durch unterschiedliche Herstellungsverfahren ergeben. Zu den häufigsten Struktur-Formen zählen:
RipsDieser Messeteppichboden hat eine rippenähnliche Oberfläche, die grob oder fein in eine Richtung verläuft.
NadelfilzNadelfilz, auch Flachfilz genannt, hat eine filzige, verwobene Struktur. Nadelfilz-Messeteppiche können ein- oder zweischichtig sein.
MesseveloursMessevelours ist im Unterschied zu herkömmlichem Velours-Teppich filzig und rau, optisch ist der Messevelours dem Wohn-Velours jedoch ähnlich.

### Verlegen
Messeteppich wird in der Regel nicht dauerhaft verlegt. Daher wird der Teppichboden oft nur mit doppelseitigem Klebeband verklebt oder ausgerollt und an den Rändern mit Klebeband oder Sockelleisten fixiert.

## Entsorgung und Schadstoffe
In Europa wurden 2016 mehr als 700 Millionen m² Teppichboden produziert und in Verkehr gebracht. Etwa 1,6 Millionen Tonnen alter Teppiche werden jährlich entsorgt, davon 400.000 Tonnen in Deutschland. Nach dem Produktlebensende werden in Deutschland fast alle Teppiche verbrannt. In Europa werden circa 60 % der Teppichböden deponiert und der Rest nahezu vollständig verbrannt. Man nimmt an, dass weniger als 3 % recycelt wird.
Bei einer Untersuchung 2018 von 15 Teppichböden von acht Herstellern wurden in zwölf Böden hormonell wirksame, krebserregende oder die Fruchtbarkeit beeinträchtigende Stoffe nachgewiesen. Gefunden wurden Phthalate Diethylhexylphthalat (DEHP), Per- und polyfluorierte Alkylverbindungen (PFAS) und Flammschutzmittel Tris(1,3-dichlorisopropyl)phosphat (TDCPP). Nur drei Produkte waren schadstofffrei.